# Franz Taurinus
Franz Adolph Taurinus (Bad König, 1794. november 15. – Köln, 1874. február 13.) német matematikus, aki a nemeuklideszi geometriával kapcsolatos munkáiról ismert.

## Életpályája
Julius Ephraim Taurinusnak, Erbach-Schönberg grófja udvari tisztviselőjének és Luise Juliane Schweikartnak volt a fia. Jogot tanult Heidelbergben, Gießenben és Göttingenben. Magántudósként élt Kölnben.

## Munkásssága

### Hiperbolikus geometria
Taurinus többek között matematikáról levelezett nagybátyjával, Ferdinand Karl Schweikarttal (1780–1859), aki Königsbergben jogászprofesszor volt. Schweikart egy olyan modellt vizsgált (Giovanni Girolamo Saccheri és Johann Heinrich Lambert nyomán), amelyben a párhuzamos posztulátum nem teljesül, és amelyben egy háromszög szögeinek összege kisebb, mint két derékszög (amit ma hiperbolikus geometriának neveznek). Schweikart soha nem publikálta munkáját (amit „asztrális geometriának” nevezett), de levélben elküldött Carl Friedrich Gaussnak egy rövid összefoglalót a főbb elveiről.
Schweikart munkáitól motiválva Taurinus a geometria modelljét egy képzetes sugarú „gömbön” vizsgálta, amelyet „logaritmikus-gömb”-nek nevezett (ma hiperbolikus geometria). 1825-ben és 1826-ban két könyvet publikált a témában. A Geometriae prima elementa címűben Taurinus meghatározta a koszinuszok hiperbolikus törvényét:
{\displaystyle A=\operatorname {arccos} {\frac {\cos \left(\alpha {\sqrt {-1}}\right)-\cos \left(\beta {\sqrt {-1}}\right)\cos \left(\gamma {\sqrt {-1}}\right)}{\sin \left(\beta {\sqrt {-1}}\right)\sin \left(\gamma {\sqrt {-1}}\right)}}}
Ha innen kifejtjük a  {\displaystyle \cos \left(\alpha {\sqrt {-1}}\right)}-t, és hiperbolikus függvényeket használunk, akkor:

{\displaystyle \cosh \alpha =\cosh \beta \cosh \gamma -\sinh \beta \sinh \gamma \cos A.}
Taurinus az euklideszi geometria és a gömbgeometria mellett „harmadik rendszernek” írta le logaritmikus-gömbgeometriáját, és rámutatott, hogy egy tetszőleges állandótól függően végtelenül sok rendszer létezik. Miközben észrevette, hogy logaritmikus -gömbgeometriájában nem találhatók ellentmondások, továbbra is meg volt győződve az euklideszi geometria különleges szerepéről. Paul Stäckel és Friedrich Engel, valamint Zacharias szerint Taurinust a nemeuklideszi trigonometria megalapítójaként kell elismerni (Gauss-szal együtt), de hozzájárulásai nem tekinthetők azonos szintűnek, mint a nemeuklideszi geometria fő megalapítóinak, Bolyai Jánosnak és Nyikolaj Lobacsevszkijnek.
Taurinus 1824-ben levelezett Gauss-szal az elképzeléseiről. Válaszában Gauss megemlítette néhány saját elképzelését a témában, és arra biztatta Taurinust, hogy vizsgálja tovább ezt a témát, de azt is írta, hogy ne idézze nyilvánosan őt. Amikor Taurinus elküldte a műveit Gaussnak, az utóbbi nem válaszolt – Stäckel szerint ez valószínűleg annak volt köszönhető, hogy Taurinus megemlítette Gausst a könyvei előszavában. Ezenkívül Taurinus elküldte a Geometriae prima elementa néhány példányát barátainak és a hatóságoknak (Stäckel beszámolt Georg Ohm pozitív válaszáról). Az elismerés hiányával elégedetlen Taurinus elégette a könyv fennmaradó példányait – az egyetlen példány, amelyet Stäckel és Engel megtalált, a Bonni Egyetem  könyvtárában volt. 2015-ben a Geometriae prima elementa egy másik példányát a Regensburgi Egyetem digitalizálta és szabadon online elérhetővé tette.

### Könyvei
- Taurinus, Franz Adolph (1825). Theorie der Parallellinien. Köln: Bachem.
- Taurinus, Franz Adolph (1826). Geometriae prima elementa. Recensuit et novas observationes adjecit. Köln: Bachem.

## Fordítás
Ez a szócikk részben vagy egészben  a   Franz Taurinus című angol Wikipédia-szócikk fordításán alapul.  Az eredeti cikk szerkesztőit annak laptörténete sorolja fel. Ez a jelzés csupán a megfogalmazás eredetét és a szerzői jogokat jelzi, nem szolgál a cikkben szereplő információk forrásmegjelöléseként.